# 34002 Movsesian
34002 Movsesian este o planetă minoră (asteroid) din centura de asteroizi. A fost descoperită pe 24 iulie 2000 la Experimental Test Site⁠(d) de Lincoln Near-Earth Asteroid Research. 
Obiectul prezintă o orbită caracterizată de o semiaxă mare de 2,2903189 UAi, o excentricitate de 0,05, o înclinație de 5,6558 ° în raport cu ecliptica.